# Ventosa (biología)
En zoología, una ventosa es un órgano con el que cuentan algunos animales en distintas partes del cuerpo, generalmente boca, apéndices o extremidades y que utilizan generalmente para adherir, agarrar o succionar.
Actúa como un dispositivo de adhesión en cefalópodos, anfibios, gusanos parásitos y algunos platelmintos, peces y murciélagos. En anélidos parásitos, platelmintos y gusanos redondos, son órganos de sujeción a los tejidos del huésped. En tenias y duelas son una adaptación parasitaria para la fijación en los tejidos internos del huésped, como los intestinos y los vasos sanguíneos. En gusanos redondos y platelmintos sirven como dispositivo de unión entre individuos, particularmente durante el apareamiento. En los anélidos, una ventosa puede ser tanto una boca funcional como un órgano locomotor.
La estructura y el número de ventosas a menudo se utilizan como indentificadores taxonómicos básicos, ya que son únicos en cada especie. En las tenias hay dos clases distintas de ventosas; en las duelas digeneas usualmente hay un ventosa en la boca y una ventosa ventral (o acetábulo) posterior a la boca. Los gusanos redondos tienen su ventosa justo enfrente del ano, por lo que a menudo se lo denomina ventosa preanal.

## Cefalópodos

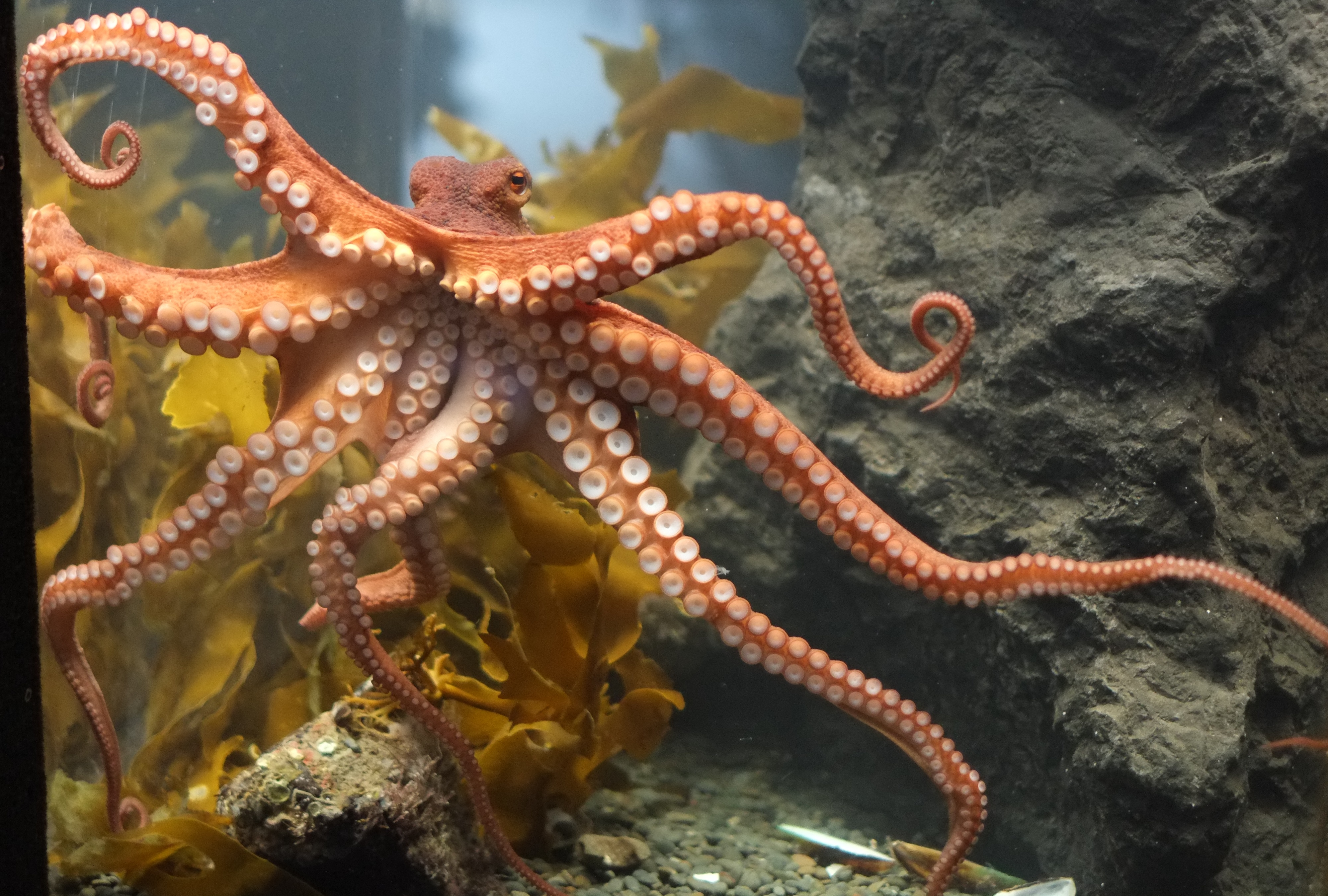
El pulpo común (Octopus vulgaris) cuenta con potentes ventosas a lo largo de sus ocho brazos.

Los cefalópodos se caracterizan por sus largos apéndices que utilizan para la locomoción y la sujeción de objetos. Hay dos tipos de apéndices principales: los brazos, como en el caso de los pulpos, con numerosas ventosas a lo largo de su superficie ventral; y los tentáculos, como en los calamares y las sepias, que tienen ventosas solo en el extremo.
Cada ventosa es un disco curvo circular y en forma de cuenco. Tiene dos partes distintas: una cavidad superficial externa llamada infundíbulo y una cavidad central hueca llamada acetábulo. Ambas estructuras son músculos densos y están cubiertas de una cutícula quitinosa que forma una superficie protectora. Se utiliza para agarrar substratos, atrapar presas y ayuda a la locomoción. Cuando la ventosa se adhiere a un objeto, el infundíbulo proporciona adhesión mientras que el acetábulo central queda libre. La contracción muscular secuencial del infundíbulo y el acetábulo provocan la unión y el desprendimiento.

## Gusanos parásitos

### Turbelarios
En la clase Turbellaria, solo las especies del orden Temnocephalida son parásitas y poseen un disco adhesivo. La ventosa se encuentra en el extremo ventral posterior. Está revestida con epidermis sincicial y numerosas microvellosidades. Debajo de la membrana apical (del extremo) hay muchas vacuolas y cuerpos densos. Se adhiere al cuerpo mediante un tallo corto. Densas fibras musculares unen la ventosa con el cuerpo principal a través del tallo.

### Udonélidos
Los udonélidos son gusanos platelmintos simbiontes a los peces, en cuyo cuerpo permanecen adheridos usando una ventosa. La ventosa es una extensión membranosa del extremo posterior. Tiene un tallo poco definido y la superficie anterior está llena de microvellosidades. Parte del tegumento tiene una extensión de superficie interconectada que aparece como bucles. El interior está dividido en varios compartimentos que están rodeados por tejido conjuntivo interconectado. Los tejidos conectivos están relacionados con los músculos que se extienden hacia el cuerpo principal.

### Duelas

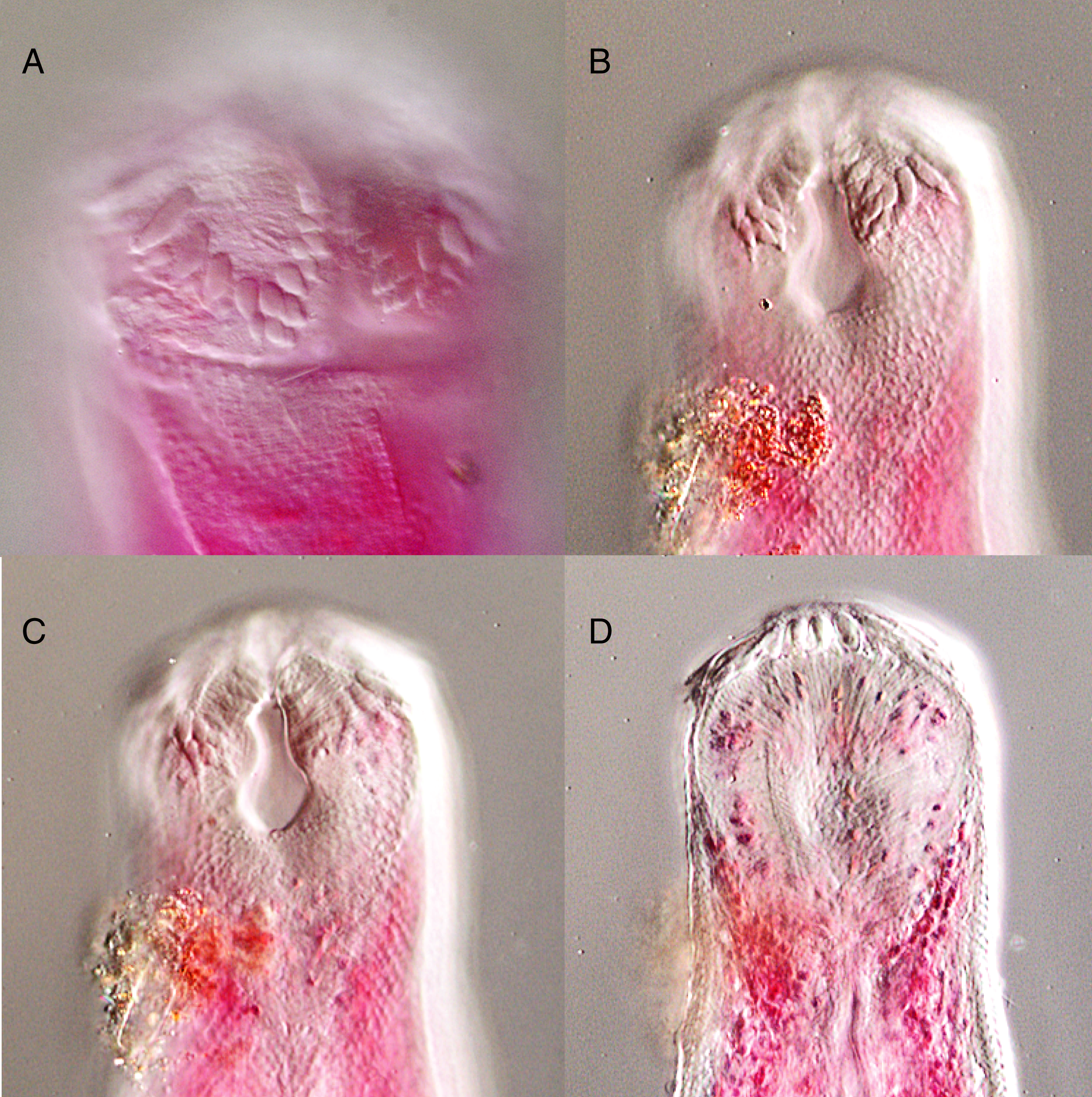
Varios aspectos de la ventosa anterior de un digeneo.

Entre las duelas pertenecientes a la clase Digenea, hay dos ventosas, una oral y una ventral (a menudo denominada acetábulo). La ventosa oral está en el extremo anterior del cuerpo y rodea la boca. La ventral se encuentra a medio camino de la mitad ventral del cuerpo. Ambas se utilizan para sujetarse a la pared intestinal y los vasos sanguíneos. La estructura detallada de las ventosas, la presencia o ausencia de ganchos y su posición exacta en el cuerpo son las principales claves identificativas entre las distintas especies.
En la clase Monogenea, los órganos bucales, también conocidos como ventosas bucales, se encuentran en los gusanos parásitos del orden Mazocraeidea. Se sabe que tienen componentes musculares, glandulares y sensoriales que se cree juegan un papel en la alimentación sanguínea. En otras especies como Anoplodiscus, la ventosa es una extensión posterior, conectada al cuerpo principal mediante un pequeño tallo. La superficie está profusamente cubierta de microvellosidades. La utilizan para la asociación simbiótica con peces.

### Gusanos redondos
Los gusanos redondos parásitos, como las especies de los géneros Ascaridia y Heterakis, poseen una única ventosa en el extremo posterior del cuerpo, justo por delante del ano, por lo que a menudo se lo denomina ventosa preanal. Solo las tienen los machos y se usan para unirse a la hembra durante el apareamiento. La ventosa es una cutícula que sobresale y tiene forma circular.

## Anélidos

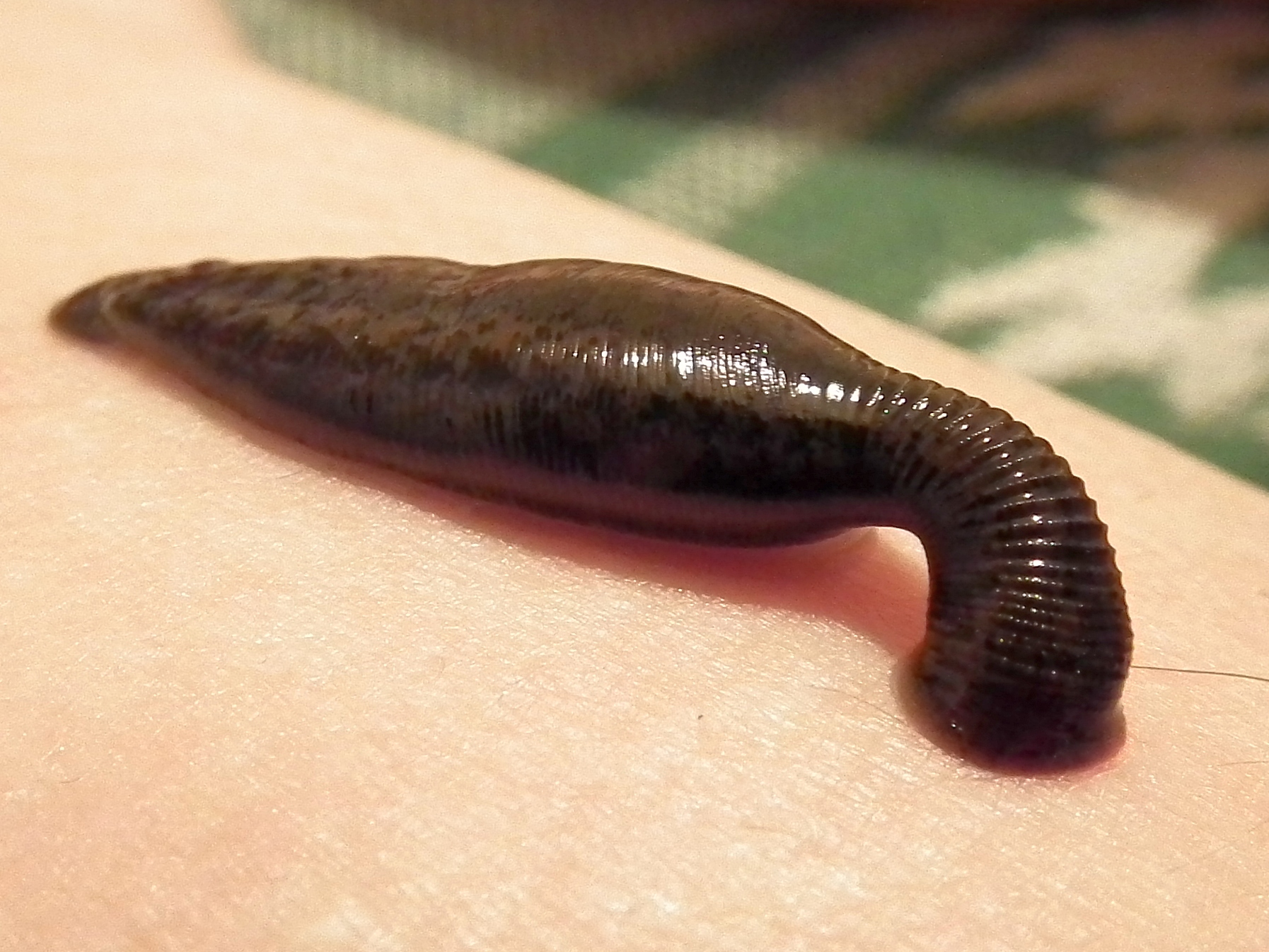
La sanguijuela medicinal tiene dos ventosas, una en cada extremo del cuerpo.

Los gusanos anélidos como las sanguijuelas tienen una ventosa anterior (oral) formada a partir de los primeros seis segmentos de su cuerpo, que utilizan para sujetarse al huésped para alimentarse. Liberan un anestésico para evitar que el anfitrión sienta dolor mientras le chupan la sangre. Utilizan una combinación de mucosidad y succión (generada por músculos concéntricos en los seis segmentos) para mantenerse sujetos y secretar una enzima anticoagulante, la hirudina, en el torrente sanguíneo del huésped. La sanguijuela medicinal (Hirudo medicinalis) tiene dos ventosas, una en cada extremo. La posterior se utiliza principalmente como apalancamiento, mientras que la ventosa anterior, que consiste en la mandíbula y los dientes, es donde se lleva a cabo la alimentación. Durante la locomoción, el movimiento y la dirección del cuerpo se realiza mediante la unión y el desprendimiento sucesivos del ventosa oral y caudal.

## Peces

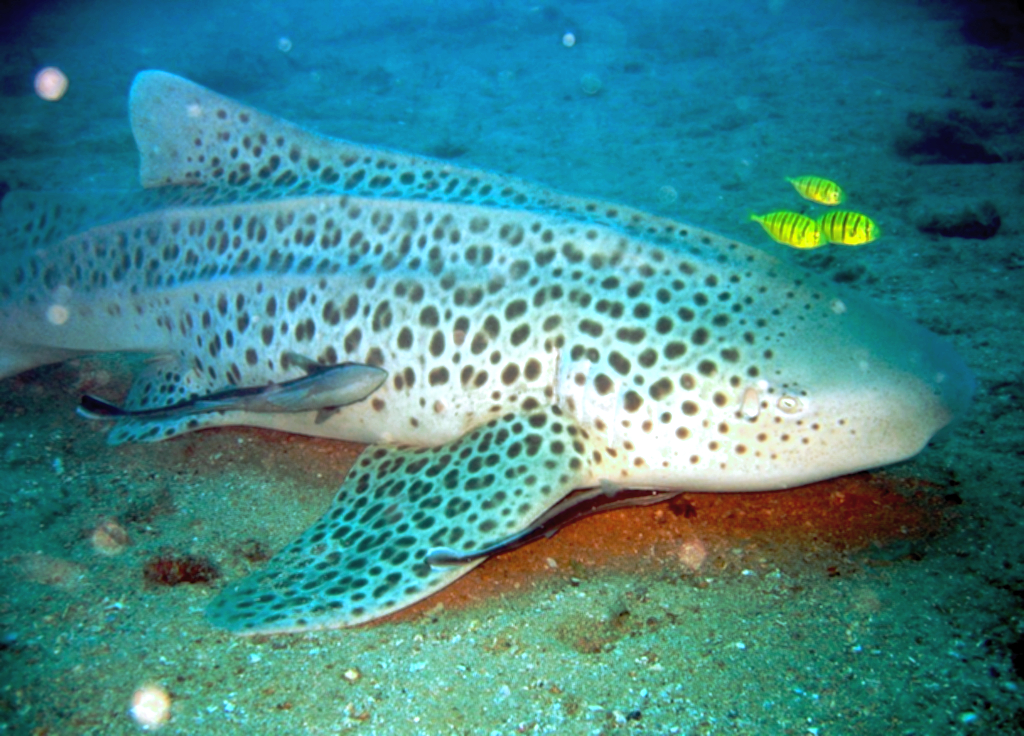
Rémora sujeta a un tiburón cebra.

Gobios, rémoras y peces grumo tienen ventosas que son aletas modificadas. Estos peces utilizan sus ventosas para aferrarse a sustratos o peces más grandes. La ventosa de los góbidos tiene forma de disco y está formada por aletas pélvicas fusionadas. Los gobios migratorios utilizan las ventosas para escalar a través de cascadas durante sus migraciones de desarrollo. En las rémoras la ventosa es una aleta dorsal modificada. En los peces grumo la ventosa se forma a partir de aletas pélvicas modificadas, localizadas ventralmente detrás de las aletas pectorales.

## Murciélagos
Ciertas especies de murciélagos son conocidos como murciélagos de ventosas debido a las ventosas de sus patas. Myzopoda aurita y Myzopoda schliemanni, endémicos de Madagascar, tienen pequeñas tazas de ventosas en sus muñecas y tobillos. Se posan dentro de las hojas enrolladas de las palmeras, usando sus ventosas para adherirse mediante un sistema denominado «adhesión húmeda».
Los murciélagos de la familia Thyropteridae, de América Central y América del Sur, disponen unas estructuras especiales en sus pulgares delanteros y traseros en forma de cuatro ventosas que les permiten adherirse, por succión, a cualquier tipo de superficies, incluso en materiales lisos.